# Nova Aparecida
Nova Aparecida é um distrito da zona oeste do município brasileiro de Campinas, sede da Região Metropolitana de Campinas, no interior do estado de São Paulo.

## História

### Origem
O distrito se desenvolveu em torno do loteamento Jardim Aparecida. Atualmente o seu centro é a Vila Padre Anchieta, bairro criado pela COHAB no final dos anos 70, com as primeiras casas sendo concluídas em 1980 e os apartamentos entre 1981 e 1982.

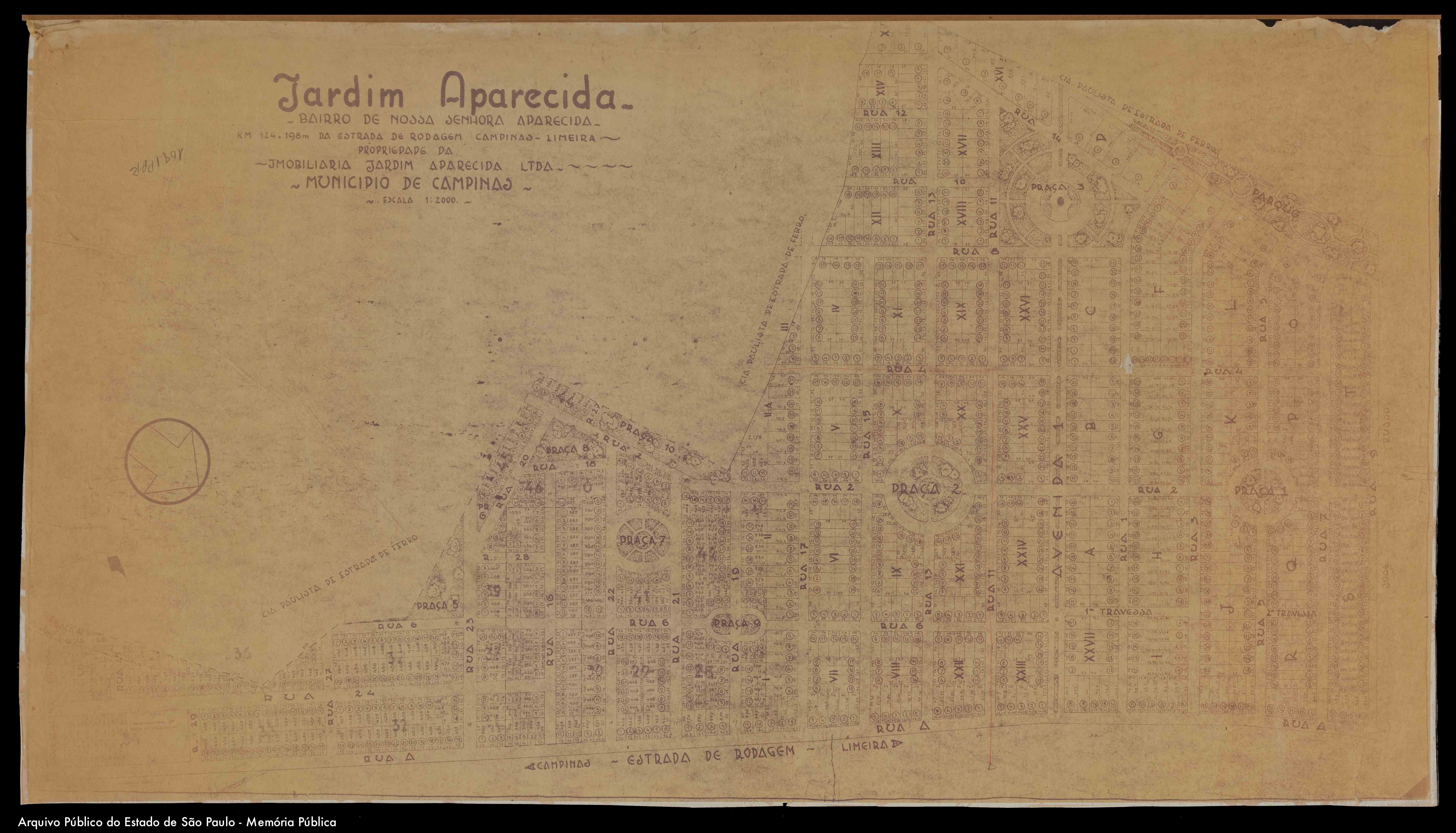
Planta do Jardim Aparecida, que deu origem ao distrito.

### Formação administrativa
- Decreto nº 24.516 de 02/05/1955 - Cria a 3.ª subdelegacia de polícia na localidade conhecida por Jardim Aparecida, no 2.º subdistrito da sede do município de Campinas[5].
- Distrito criado pela Lei n° 8.092 de 28/02/1964, com sede no bairro Jardim Aparecida e com território desmembrado do 2º Subdistrito (Santa Cruz) do distrito da sede do município de Campinas[6][7][8].

## Geografia

### Demografia

#### População urbana
| Crescimento população urbana | Crescimento população urbana | Crescimento população urbana | Crescimento população urbana |
| Censo                        | Pop.                         |                              | %±                           |
| ---------------------------- | ---------------------------- | ---------------------------- | ---------------------------- |
| 1970                         | 600                          |                              | —                            |
| 1980                         | 6 360                        |                              | 960,0%                       |
| 1991                         | 16 471                       |                              | 159,0%                       |
| 2000                         | 20 006                       |                              | 21,5%                        |
| 2010                         | 33 763                       |                              | 68,8%                        |
| Fonte: IBGE e Fundação SEADE |                              |                              |                              |

#### População total
Pelo Censo 2010 (IBGE) a população total do distrito era de 33 763 habitantes.

### Área territorial
A área territorial do distrito é de 12,559 km².

### Rodovias
Localiza-se a aproximadamente 10 km do Centro da cidade, sendo acessível pelas rodovias Anhanguera, D. Pedro I e Campinas-Monte Mor.

### Bairros

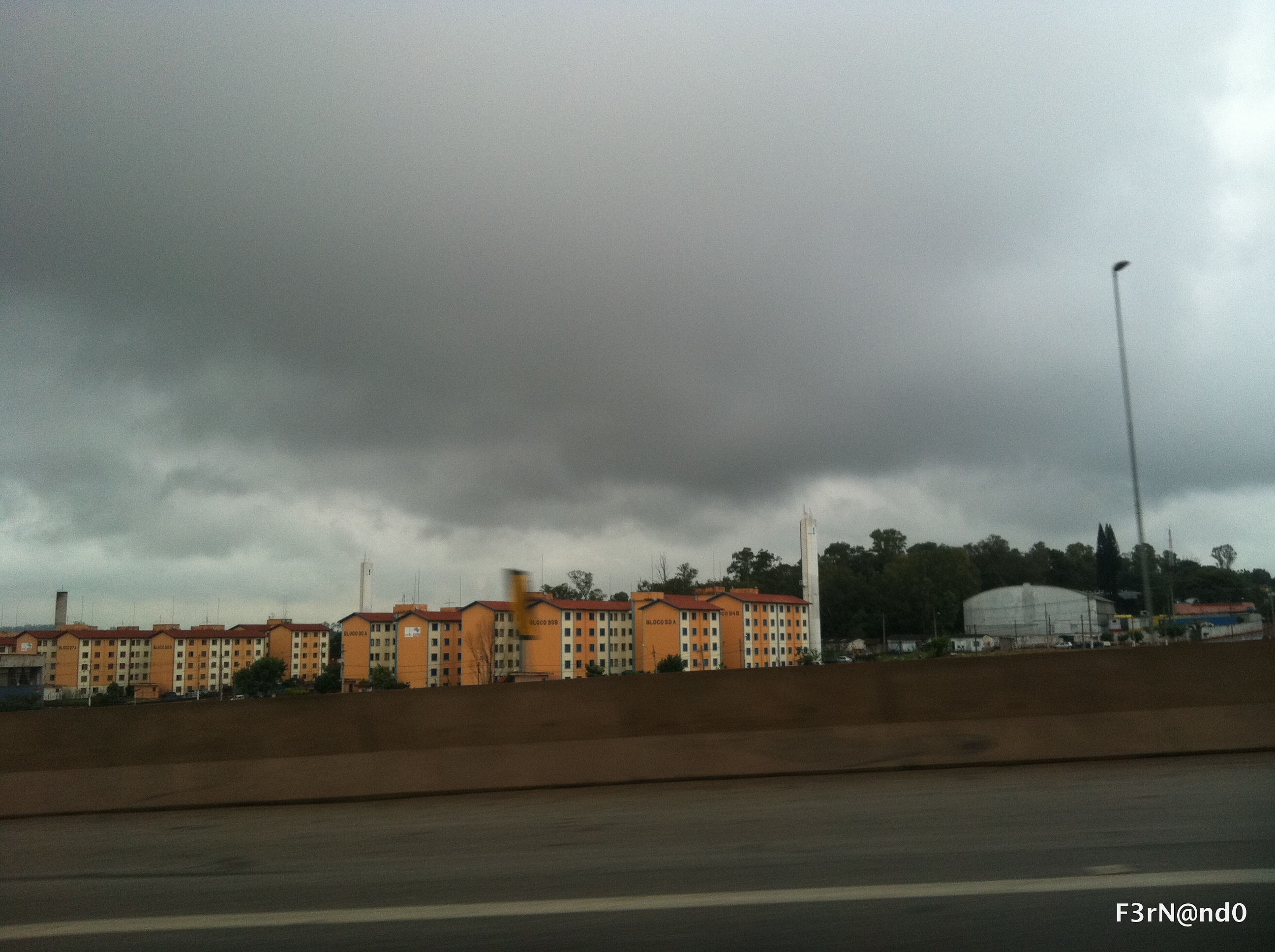
Jardim Aparecida visto da rodovia.

A parte oeste do distrito está conurbada com os municípios de Sumaré e de Hortolândia.
1. Jardim Aparecida
2. Vila Padre Anchieta
3. Vila San Martin
4. Núcleo Residencial Princesa D'Oeste
5. Vila Lunardi
6. Vila Renascença
7. Vila Réggio
8. Parque Cidade Campinas
9. Beira Rio I
10. CDHU Campinas F
11. Edivaldo Orsi
12. Núcleo Residencial Chácara Anhanguera
13. Mendonça
14. Núcleo Residencial Padre Josimo
15. Núcleo Residencial Parque Pinheiros
16. Núcleo Residencial Parque Família
17. Parque Maria Helena
18. Núcleo Residencial Renascença
19. Núcleo Residencial Rosália I, II e IV
20. Núcleo Residencial São Luís
21. Núcleo Residencial Sete de Setembro
22. Três Marias
23. Vila San Francisca
24. Núcleo Residencial Vila Olímpia
25. Jardim Mirassol
26. Vila Penteado
27. Núcleo Residencial Boa Vista
28. Núcleo Residencial Chico Amaral
29. Núcleo Residencial Parque Shallon I, II e III
30. Núcleo Residencial Parque Universal I, II e III

## Serviços públicos

### Administração
A administração do distrito é feita pela Subprefeitura de Nova Aparecida

### Registro civil
Atualmente é feito na sede do município, pois o Cartório de Registro Civil das Pessoas Naturais do distrito foi extinto pela Resolução nº 1 de 29/12/1971 do Tribunal de Justiça do Estado de São Paulo e seu acervo foi recolhido ao cartório do 2º subdistrito (Santa Cruz) da sede do município de Campinas.

### Educação
- CEMEI Brasilia Byngton Egídio Martins
- CEMEI Sonia Lenita Galdino Torrezan Camara
- CEMEI irmã Joana Kallajian
- EMEI Prof Jorge Leme
- E.E. Profº Messias Gonçalves Teixeira
- E.E. Profº Marcelino Velez
- E.E. Profº Dr. Paulo Mangabeira Albernaz
- E.E. Miguel Vicente Cury
- E.E. Profº João Fiorelo Riginato
- E.E. Jornalista Roberto Marinho

### Saúde
- Centro de saúde Vila Padre Anchieta

### Segurança Pública
- 8º Distrito Policial
- Base Polícia Militar – Padre Anchieta
- Corpo de Bombeiros e Base Comunitária da Polícia Militar

### Saneamento
O serviço de abastecimento de água é feito pela Sociedade de Abastecimento de Água e Saneamento (SANASA).

### Energia
A responsável pelo abastecimento de energia elétrica é a CPFL Paulista, distribuidora do Grupo CPFL Energia.

### Telecomunicações
O sistema de telefones automáticos foi inaugurado no distrito em 1987 pela Telecomunicações de São Paulo (TELESP), que também implantou o sistema de discagem direta à distância (DDD) em 1987 com o código de área (0192).
Na década de 90 o código DDD do distrito foi alterado para (019), para padronização do sistema telefônico com a telefonia celular que estava sendo implantada em todo o estado.

## Lazer
- Praça da Integração (Mini Ramp)
- Clube Municipal João Carlos de Oliveira “João do Pulo”
- Campo de Futebol "Sete Cores"
- Espaço Cultural Maria Monteiro

## Atividades econômicas
O distrito compreende uma infraestrutura completa, que permite que seus moradores e visitantes desfrutem de praticidade e comodidade, sem ter que se retirar da região onde reside ou trabalha. Possui a maior parte de estabelecimentos e afins nos bairros Jardim Aparecida e Vila Padre Anchieta.
Também conta com uma variedade de pequenas indústrias e de médio porte que fortalecem o distrito economicamente. Isso se dá pelo fácil acesso ao distrito por rodovias o que atrai empresas a se fixarem no local.

## Religião
O Cristianismo se faz presente no distrito da seguinte forma:

### Igreja Católica
- A igreja faz parte da Arquidiocese de Campinas[21].

### Igrejas Evangélicas
- Assembleia de Deus - O distrito possui congregação da Assembleia de Deus Ministério do Belém, vinculada ao Campo de Campinas[22][23].
- Congregação Cristã no Brasil[24].